# 1933 az irodalomban
Az 1933. év az irodalomban.

## Megjelent új művek

### Próza
- Sherwood Anderson: Death in the Woods and Other Stories (Halál az erdőben és egyéb történetek), elbeszélések
- Pearl S. Buck: 
  - Sons (A három fiú)
  - The Mother (Az édes anyám)
  - The First Wife and Other Stories, novelláskötet
- Erskine Caldwell amerikai író regénye: God's Little Acre (Isten földecskéje)
- Agatha Christie:
  - Lord Edgware meghal (Lord Edgware Dies), regény
  - A vád tanúja és más történetek (The Hound of Death and Other Stories), gyűjteményes kötet
- Roger Martin du Gard: Vieille France (Vén Franciaország), regény
- Ernest Hemingway novelláskötete: Winners Take Nothing (A győztes nem nyer semmit)
- Erich Kästner elbeszélése: Das fliegende Klassenzimmer (A repülő osztály)
- Pär Fabian Lagerkvist svéd író regénye: Bödeln (A hóhér)
- Sinclair Lewis: Ann Vickers (Egy modern asszony szíve: Ann Vickers; magyarul megjelent Anna Vickers címen is)
- Thomas Mann: József és testvérei (Joseph und seine Brüder)), tetralógia 1933–1943
  - Jákob története (Die Geschichten) 1933
  - Az ifjú József (Der junge Joseph), 1934
  - József Egyiptomban (Joseph in Ägypten), 1936
  - József, a kenyéradó (Joseph, der Ernährer), 1943
- André Malraux: La Condition humaine (Az ember sorsa)
- François Mauriac: 
  -  Le Mystère Frontenac (A Frontenac rejtély), regény
  - Le Romancier et ses personnages (A regényíró és alakjai), esszé
- Edgar Lee Masters történelmi könyve: The Tale of Chicago
- Robert Musil: A tulajdonságok nélküli ember (Der Mann ohne Eigenschaften) I. kötet (1931) II. kötet I. rész (1933)
- Ivan Olbracht cseh író regénye: Nikola Šuhaj loupežník (Nikola Šuhaj, a betyár)
- George Orwell önéletrajzi írása: Down and Out in Paris and London (Csavargóként Párizsban, Londonban)
- Camil Petrescu román író regénye: Patul lui Procust (Prokrusztész-ágy)
- Raymond Queneau francia író első regénye: Le Chiendent
- Gertrude Stein: The Autobiography of Alice B. Toklas (Alice B. Toklas önéletrajza)
- John Steinbeck: To a God Unknown (A mohos szikla)
- Franz Werfel: Die vierzig Tage des Musa Dagh (A Musa Dagh negyven napja)
- Virginia Woolf: Flush

### Költészet
- Lucian Blaga kötete: La cumpăna apelor (Vízválasztónál)
- Edgar Lee Masters: The Serpent in the Wilderness
- Czesław Miłosz lengyel költő első verseskötete: Poemat o czasie zastygłym
- Giuseppe Ungaretti kötete: Sentimento del tempo (Időérzés)

### Dráma
- Bertolt Brecht színpadi műve: Die sieben Todsünden (A hét főbűn), bemutató
- Paul Claudel drámája: Kolumbusz Kristóf könyve (Le Livre de Christophe Colomb),
- Gerhart Hauptmann: Die goldene Harfe
- Federico García Lorca: 
  - Amor de Don Perlimplín con Belisa en su jardín (Don Perlimplin és Belisa szerelme a kertben), bemutató
  - Bodas de sangre (Vérnász), bemutató
- Luigi Pirandello: La favola del figlio cambiato (Az elcserélt gyerek meséje)

### Magyar irodalom
- Radnóti Miklós harmadik verseskötete: Lábadozó szél
- Babits Mihály
  - verseskötete: Versenyt az esztendőkkel!
  - fantasztikus regénye: Elza pilóta vagy a tökéletes társadalom
- Gelléri Andor Endre: Szomjas inasok (elbeszélések)
- Kosztolányi Dezső Esti Kornél című novellagyűjteménye
- Móricz Zsigmond regénye könyv alakban: Rokonok
- Tormay Cécile: Csallóközi hattyú. A tatárjárás korában játszódó Az ősi küldött című regénytrilógia első kötete

## Születések
- január 16. – Susan Sontag amerikai írónő, esztéta († 2004)
- február 3. – Béri Géza magyar költő, író, drámaíró († 1979)[1]
- március 19. – Philip Roth amerikai író († 2018)
- április 2. – Konrád György magyar író, esszéíró, szociológus, a kortárs magyar próza világszerte ismert alakja  († 2019)
- április 6. – Bakcsi György magyar irodalomtörténész, az orosz irodalom kutatója († 2019)
- április 15. – Borisz Sztrugackij szovjet, orosz tudományos-fantasztikus író († 2012)
- április 15. – Horváth Elemér József Attila-díjas költő  († 2017)[2]
- május 12. – Andrej Voznyeszenszkij orosz költő, prózaíró, az orosz „hatvanasok” nemzedékének egyik vezéregyénisége († 2010)
- május 18. – Páskándi Géza erdélyi magyar író, költő, drámaíró († 1995)
- október 4. – Sükösd Mihály író, irodalomtörténész, kritikus († 2000)
- október 5. – Gergely Ágnes költő, prózaíró, esszéista, műfordító
- október 14. – Végh Antal író, szociográfus († 2000)
- november 3.– Marsall László magyar költő († 2013)[3]

## Halálozások
- január 7. – Négyesy László irodalomtörténész, esztéta (* 1861)
- január 31. – John Galsworthy Nobel-díjas angol író, drámaíró, A Forsyte Saga szerzője (* 1867)
- április 29. – Konsztandínosz Kaváfisz görög költő (* 1863)
- május 12. – Krúdy Gyula író, hírlapíró, a modern magyar próza mestere (* 1878)
- június 19. – Kaarle Leopold Krohn finn folklorista, filológus, finnugrista, költő (* 1863)
- augusztus 20. – Szenteleky Kornél író, költő, műfordító, szerkesztő, a jugoszláviai magyar irodalom szervezője, a Kalangya c. irodalmi folyóirat szerkesztője (* 1893)
- december 4. – Stefan George német költő, műfordító, a modern német líra képviselője (* 1868)
- december 26. – Eduard Vilde észt író, az észt kritikai realizmus elindítója (* 1865)